# Фріц Георг Арндт
Фріц Георг Арндт (нім. Fritz Georg Arndt; 6 липня 1885, Гамбург — 8 грудня 1969, Гамбург) — німецький хімік-органік і педагог; член Леопольдини з 1964 року.

## Біографія
Народився 6 липня 1885 року в місті Гамбурзі (нині Німеччина). Після закінчення школи в рідному місті почав вивчати хімію у Женевському університеті, згодом перевівся до Бернського університету та у 1908 році успішно завершив навчання у Фрайбурзькому університеті, здобувши ступінь доктора філософії під керівництвом Людвіга Гаттермана.
Після закінчення навчання влаштувався науковим співробітником у Фрайбурзькому університеті, протягом 1910—1915 років обіймав цю ж посаду у Кільському університеті. У 1915—1918 роках викладав у Стамбульському університеті, у 1918—1933 роках — в університеті Бреслау (з 1927 року — професор). З приходом до влади нацистів покинув батьківщину. У 1933 році читав лекції в Оксфордському університеті в Англії. З 1934 року продовжив працювати в Стамбульському університеті; після Другої світової війни отримав турецьке громадянство; разом з колегами та іншими емігрантами заснував приватну академію.

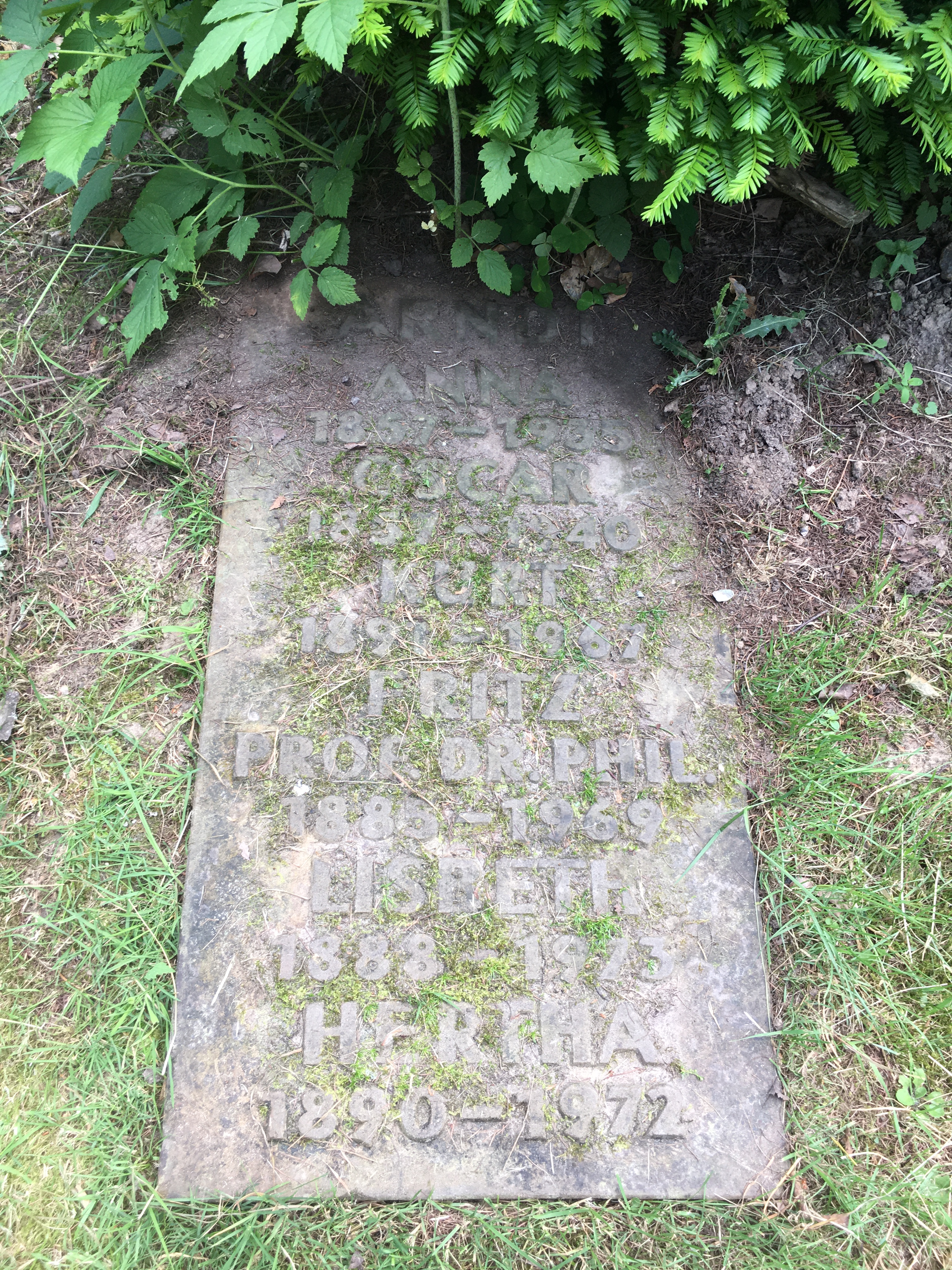
Надгробна плита.

На початку 1950-х років повернувся до рідного міста, де 1955 року отримав статус емерита і до кінця життя працював професором Гамбурзького університету. Помер у Гамбурзі 8 грудня 1969 року, де і похований на Ольсдорфському цвинтарі (квадрат W 11).

## Наукова діяльність
Основні наукові роботи присвячені синтезу діазометану і вивченню його реакцій з альдегідами, кетонами і хлорангідридами кислот, розробленню теорії мезомерії.
У 1921—1923 роках досліджував циклозамикання гідразодитіодикарбонаміду і показав, що залежно від середовища циклозамикання призводить або до похідних триазолу, або до похідних тіодіазолу. У 1924 році висунув електронну теорію проміжних станів, згідно з якою органічні речовини, що мають подвійність властивостей, вирізняються електронною будовою, проміжною між двома крайніми формами. Того ж року отримав дегідрацетову кислоту нагріванням ацетооцтового ефіру за присутності слідів бікарбонату натрію за температури 200°С з одночасним видаленням спирту. У 1927 році відкрив реакцію добування вищих гомологів карбонових кислот із нижчих взаємодією хлорангідридів із діазометаном. 1930 року запропонував метод добування діазометану при 5°С взаємодії нітрозометилсечовини з водним розчином гідроксиду калію та ефіром.